# O Muito Honrado
O Muito Honrado (em inglês: The Much Honoured) É um título honorífico prefixo que é dada aos escoceses feudais, barões e senhores.

## Utilização
- Barões feudais escoceses (por exemplo, O Grande Homenageado Alan T Robertson, Barão de Cushnie-Lumsden, ou O Grande Homenageado O Barão de Cushnie-Lumsden); isso também inclui os mais raros condes feudais escoceses.[2]
- Senhores (por exemplo, o muito honrado George Bogle de Daldowie, ou O Grande Homenageado o Lorde de Daldowie, ou O Grande Homenageado George Bogle, Lorde de Daldowie). O uso do honorífico é tradicional e permanece em uso por alguns senhores escoceses.[3]